# Das literarische Echo
Das Literarische Echo. Halbmonatschrift für Literaturfreunde (1923–1942 Die Literatur) war eine wichtige deutsche Literaturzeitschrift, die von 1898 bis 1944 erschien.

## Geschichte
Am 1. Oktober 1898 erschien die erste Ausgabe von Das litterarische Echo, Herausgeber war der Literaturhistoriker Josef Ettlinger. Die Zeitschrift sollte einen umfassenden Überblick über das literarische Leben im deutschsprachigen Raum und auch im Ausland geben. Dazu wurde in verschiedenen Rubriken über Neuveröffentlichungen, Autoren und weitere Ereignisse detailliert berichtet.
Von 1900 bis 1909 wurde eine Befragung Die meistgelesenen Bücher in Bibliotheken durchgeführt, die die gefragtesten belletristischen Bücher eines Jahres feststellen sollte.
Auch nach der Übernahme der Zeitschrift 1911 durch Ernst Heilborn blieb der Charakter der Zeitschrift bestehen. Sie bemühte sich weiterhin, literarische Ereignisse von einem möglichst neutralen Standpunkt zu beschreiben, und sowohl avantgardistische als auch konservative Strömungen zu berücksichtigen. In dieser Zeit gehörte sie zu den wichtigsten deutschsprachigen Literaturzeitschriften.  1923 wurde der Titel in Die Literatur geändert.
Nach 1933 wurde die Zeitschrift unter Wilhelm Emanuel Süskind in ähnlicher formaler Weise  weitergeführt. 1942 wurde der Titel in Europäische Literatur umbenannt. 1944 wurde sie eingestellt.
In der Gegenwart bietet Das literarische Echo viele Informationen, besonders über weniger bekannte Autoren und Veröffentlichungen. Die meisten Jahrgänge sind digital zugänglich.

## Mitarbeiter
Chefredakteure
- Josef Ettlinger, 1898–1911
- Ernst Heilborn, 1911–1933
- Wilhelm Emanuel Süskind, 1933–1944

Autoren
In der Zeitschrift schrieben einige der bedeutendsten Literaten und Literaturkritiker ihrer Zeit, wie Ricarda Huch und Stefan Zweig.
| - Lou Andreas-Salomé (1861–1937) - Otto Julius Bierbaum (1865–1910) - Artur Brausewetter (1864–1946) - Richard Dehmel (1863–1920) - Bruno Frank (1887–1945) - Paul Hermann Hartwig (1872–1927) - Paul Heyse (1830–1914) |  | - Ricarda Huch (1864–1947) - Alfred Klaar (1848–1927) - Wilhelm Lobsien (1872–1947) - Fritz Mauthner (1849–1923) - Ella Mensch (1859–1935) - Robert Neumann (1897–1975) - Friedrich Schrader (1865–1922) | - Émile Verhaeren (1855–1916) - Georg Witkowski (1863–1939) - Ernst von Wolzogen (1855–1934) - Heinrich Zerkaulen (1892–1954) - Fedor von Zobeltitz (1857–1934) - Stefan Zweig (1881–1942) |